# Крупа, Альфред Фредди
Альфред Фредди Крупа (род. 14 июня 1971, Карловац) — хорватский художник современного искусства, мастер-рисовальщик, художник-иллюстратор книг, художественный фотограф и преподаватель изобразительного искусства. Крупа считается новаторским художником и западным сторонником в движении New Ink Art, за которое он получил международное признание.

## Биография
Альфред Фредди Крупа родился 14 июня 1971 года в городе Карловац, Югославия. Его дедушка — Альфред Крупа-старший (1915—1989) — бывший ученик польского художника Юзефа Мехоффера, один из 13 основных художников антифашистского движения «Искусство Хорватии» и основатель Акварельной биеннале Югославии, послужил для своего внука наставником в изобразительном искусстве.
В 1995 году Альфред Фредди Крупа окончил Загребскую академию изящных искусств. Также изучал историю в Загребском университете (1997—1998). В 2005 году Крупа получил дополнительное образование в области искусств и получил звание «Профессора рисования и живописи» Хорватского государственного института образования.

## Творчество
Впервые имя Альфреда Фредди Крупы было представлено широкой публике в 1990 году на популярном в то время югославском еженедельнике Vikend/Weekend. В том же году состоялась его первая профессиональная выставка.
С начала 1990-х годов Крупа часто принимает участие в различных выставках. Так, его работы несколько раз выставлялись совместно с произведениями таких известных югославских художников, как Эдо Муртич, Мирослав Шутей, Иван Кожарич, Мерсад Бербер, Марино Тарталья, Влахо Буковац и других. Глобальный исторический рейтинг художников Artfacts.net в 1997 году поставил Альфреда Фредди Крупу на 1300-е место в истории международных выставок. Также он попал в топ-10 художников современного искусства, занимающихся живописью тушью.
На международном уровне Крупа известен также как портретист. Так он изображал президента Хорватии Франьо Туджмана (1996) и короля Руанды Кигели V (2013).
Также известными работами Крупы являются его чернильные рисунки на рисовой бумаге, созданные по технике Хакубу и Хатсубоку.
Альфред Фредди Крупа является одним из основных представителей национального и международного современного искусства, в частности сторонником движения New Ink Art. Исследуя объединения различных стилей, а также переплетая художественные и научные теории, он создаёт работы чернилами, отражая минималистичный и математический подход. Все произведения Крупы являются спонтанными, грубыми и прямыми. Тем самым создаётся личный авторский художественный почерк.
В своих фотографических работах Крупа демонстрирует такой же минималистический подход и философию, уделяя особое внимание композиции и контрасту.
В 2016 году Альфред Фредди Крупа в качестве приглашённого докладчика провёл публичную лекцию перед японскими и хорватскими слушателями о современной живописи тушью в Международном Университетском колледже международных отношений и дипломатии имени Дага Хаммаршёльда.
В 2018 году Крупа стал первым ныне живущим хорватским художником, который был включён в список знаменитых живописцев согласно цифровой медиакомпании Ranker, базирующейся в Лос-Анджелесе.

## Коллекции
Работы Альфреда Фредди Крупы выставлены в Музей современного искусства (Нью-Йорк), Британской галерее Тейт, Лондон, в Силезском музее в городе Катовице, Современной галерее в Загребе, Национальном музее акварели имени Альфредо Гуати Рохо, Мехико и других государственных, частных и корпоративных галереях.